# Chiesa di San Pietro in Vincoli (Madignano)
La chiesa di San Pietro in Vincoli è la parrocchiale di Madignano, in provincia di Cremona e diocesi di Crema; fa parte della zona pastorale sud.

## Storia
L'edificio si erge in modo defilato rispetto al centro storico ponendosi come fulcro dell'antico nucleo urbano di Madignano, ancora oggi identificato in quella zona chiamata contrada "dal doss".
Il nucleo primitivo dell'antica chiesa benedettina è stato individuato durante i lavori di restauro del 1972-1973, evidenziando, in corrispondenza della facciata laterale, la presenza di strutture murarie, di circa 5 metri di altezza, realizzate in pietra e tavelle posate a spina di pesce, coperte con tetto a capanna (struttura forse addirittura antecedente l'arrivo dei monaci).
Queste strutture vennero inglobate quattro secoli più tardi nella chiesa costruita a partire dal 1494, sotto il favore del Card. Giulio Della Rovere, il quale, trovando la chiesa benedettina "cadente ed in rovina", ordinò un sostanziale adeguamento. Fino alla seconda metà del XVII secolo la chiesa non subì ulteriori modifiche; con la nomina del nuovo commendatario, il Card. Marcello Durazzo nel 1686, iniziò un nuovo periodo di splendore. Infatti, a partire dal 1695, l'edificio fu oggetto di ulteriori ampliamenti e restauri che portarono ad aggiungere due nuove campate ed una nuova facciata (opera quest'ultima dell'architetto Bernardino Federici). Ai nuovi lavori di ristrutturazione partecipò anche il capomastro Andrea Nono (progettista, tra l'altro, della chiesa della Ss. Trinità a Crema). L'aspetto interno della chiesa venne uniformato con l'uso di cornici in cotto e decorazioni in stucco.
Gli altari delle cappelle laterali vennero provvisti di inferriate e la zona presbiteriale cinta da balaustra marmorea. La zona absidale, le cui pareti riportano alcuni dipinti murali novecenteschi, era in passato caratterizzata da un catino poligonale, coperto da volta a vele. Questa struttura, edificata nel 1856, venne abbattuta nel novembre del 1972, per riportare l'abside alla sua presunta forma rettangolare e ripristinata nel 2003.

## Descrizione

### Arte e architettura
Molte ovviamente sono le opere dedicate al santo patrono della chiesa, come ad esempio la vetrata posta in controfacciata ("San Pietro in Trono") eseguita nel 1960 dal soresinese prof. Leone Lodi, oppure la statua collocata nella seconda cappella sinistra (databile al XIX secolo).
Una delle opere più importanti presente nella chiesa è senz'altro la grande tela ad olio "Ss. Trinità tra i Santi Rocco, Sebastiano,  Giovanni Battista e Pietro" dipinta nel 1633 dal maestro cremasco Gian Giacomo Barbelli; questi raffigurò con tocco leggero ed impeccabile l'aspetto tardo-quattrocentesco della chiesa parrocchiale che, come in un'apparizione, il pittore riprodusse al centro della tela insieme al vicino lazzaretto circondata dalle figure dei due santi protettori Rocco e Sebastiano. Il quadro, oltre a costituire una fondamentale testimonianza iconografica del borgo in epoca seicentesca, rappresenta la prima opera documentata, in ordine temporale, del maestro. È quindi da considerare un capolavoro fondamentale per poter ricostruire il percorso artistico e storico di quest'artista.
Degni di nota sono anche gli affreschi che decorano la quinta cappella sinistra, attribuiti alla cinquecentesca scuola di Bernardino Luini e rappresentanti la scena dell'Annunciazione, il Creatore e le figure di quattro santi (tra i quali si riconoscono San Paolo e San Bernardino da Siena).
Di sicuro interesse per il loro valore artistico sono anche le due tele ad olio esposte, entro cornici in stucco (opera del comasco Giuseppe Preti), sulle pareti che definiscono la zona presbiteriale: sia il dipinto raffigurante San Gerolamo che quello in cui si riconosce il Re Davide (C. Alpini, 1992) sono state realizzate nel XVII secolo e rivelano una mano attenta alle innovazioni caravaggesche, soprattutto nella rappresentazione dei panneggi e dei modellati, definiti da luci ed ombre ardite.

### Organo a canne

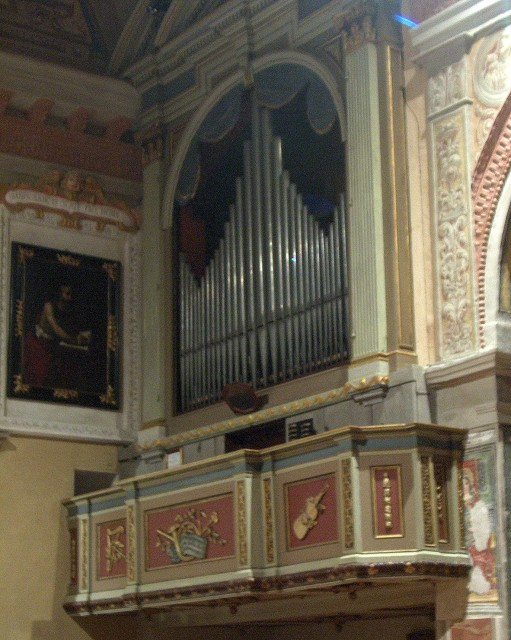
L'organo a canne

La zona superiore della quinta campata destra della chiesa è interamente occupata dall'imponente organo (circa 4 m di larghezza). Le canne dello strumento sono disposte all'interno di un'ampia cornice ad arco delimitata lateralmente da due paraste scanalate: al di sopra dei rispettivi capitelli corinzi dorati è posta un'alta fascia ornamentale che funge da architrave. Circonda il tutto un timpano ad arco: le imposte dell'arco principale sono poste in corrispondenza dei capitelli mentre centralmente è collocato una lunetta. La cantoria è delimitata anteriormente da una balaustra lignea composta da tre specchiature: le due laterali, quadrate e di dimensioni minori, sono decorate con i disegni dorati di strumenti musicali. Lo strumento si compone di una tastiera cromatica di 58 tasti e di pedaliera dritta a 16 pedali. Nel vano retrostante è inserito il mantice e la ruota alimentatrice dell'aria che dal 1956 è azionata automaticamente da un motore elettrico. Le prime notizie che si possono rintracciare sulla costruzione dell'organo si riferiscono ad un documento depositato nell'Archivio della Curia Vescovile di Crema datato 19 agosto del 1793 nel quale si richiede di dotare la chiesa di un organo. L'avvenuta costruzione dello strumento da parte della ditta Serassi è attestata due anni più tardi ed è documentata dall'incisione presente sulla canna principale dello strumento ("1795/C.Ple Madignano/ Andrea e Giuseppe Serassi di Bergamo/ C.:Madignano"). Circa novant'anni dopo l'organo venne completamente rifatto dalla ditta lodigiana Cavalli che riutilizzò ampiamente materiali dell'originale strumento serassiano. I lavori erano fino a qualche anno fa ancora attestati da una targa stampata posta al di sopra della tastiera: "Cavalli Angelo/ Lodi-fabbricatore d'organi-Lodi/1885". Lo strumento venne mantenuto in attività fino al 1963 ed abbandonato definitivamente l'anno successivo. A metà degli anni settanta il Parroco don Giovanni Terzi si interessò per far effettuare delle opere di restauro sullo strumento ormai logorato dalla totale incuria. I restauri, eseguiti dalla ditta Tamburini di Crema, iniziarono nel 1980 e ancora oggi lo strumento viene normalmente usato durante le cerimonie liturgiche.